# Afroligusticum mattirolii
Afroligusticum mattirolii är en växtart i släktet Afroligusticum och familjen flockblommiga växter. Den beskrevs av Emilio Chiovenda som Peucedanum mattirolii, och fick sitt nu gällande namn av Pieter J. D. Winter 2008.
Arten är en perenn ört som växer i Etiopien.